# Мартыновка (Черниговская область)
Марты́новка (укр. Мартинівка) — село, Мартыновский сельский совет, Ичнянский район, Черниговская область, Украина.
Код КОАТУУ — 7421786401. Население по переписи 2001 года составляло 794 человека .
Является административным центром Мартиновского сельского совета, в который, кроме того, входит село Хаиха.

## Географическое положение
Село Мартыновка находится на левом берегу реки Остёр,
выше по течению на расстоянии в 4 км расположено село Смоловое,
ниже по течению на расстоянии в 1 км расположено село Бельмачовка,
на противоположном берегу — село Круглолуговка.
Рядом проходит железная дорога, станция Бельмачевка в 2,5 км.
Расстояние до районного центра:Ичня : (23 км.), до областного центра:Чернигов (107 км.), до столицы:Киев (161 км.).

## История
- Село Мартыновка возникло в первой половине XVII века.

## Объекты социальной сферы
- Школа.
- Больница.

## Достопримечательности
- Братская могила советских воинов.

## Известные люди
Семенченко Кузьма Александрович (1896—1965) — Герой Советского Союза, родился в селе  Мартыновка.